# サンシャイン・スーパーマン
『サンシャイン・スーパーマン』（Sunshine Superman）は、イギリスのシンガーソングライター、ドノヴァンの3作目のスタジオ・アルバム。1966年にアメリカのエピック・レコードからリリースされた後、1967年には母国イギリスのパイ・レコードより収録曲及びジャケットの異なるヴァージョンが発売された。

## 背景
ミッキー・モストの紹介によって、本作よりジョン・キャメロンがドノヴァンの作品のアレンジに関わるようになった。本作のレコーディングにはジミー・ペイジがギターで参加したとされており、ペイジは4曲に参加して13ポンドの支払いを受けたといわれる。
そして、ドノヴァンはアメリカのエピック・レコードと新たに契約を得て、1966年7月に先行シングル「サンシャイン・スーパーマン」をリリースした。
本作のジャケットはミック・テイラーとシーナ・マッコールの手による「S」の文字をデザインしたイラストが予定されていたが、エピックの意向により、アメリカ盤のジャケットはバリー・フェインシュテインが撮影した写真とディック・スミスのデザインによるものに変更された。一方、イギリス盤には当初予定されていたジャケットが使用された。
1967年にパイ・レコードから発売されたイギリス盤LP(NPL 18181)は、本作のアメリカ盤に収録されていた7曲と、次作『メロー・イエロー』からの5曲から成る12曲入りで、「観覧車」「夢の旅路」「太った天使」の3曲は外された。なお、このパイ・レコードのヴァージョンは1990年にCD化されてBGOレコードから発売された。

## 反響・評価
アメリカではシングル「サンシャイン・スーパーマン」がBillboard Hot 100で1位を獲得。そして、本作はBillboard 200で11位に達して、同チャートにおいて自身初のトップ20入りを果たした。
イギリスでは、シングル「サンシャイン・スーパーマン」が1966年12月14日付の全英シングルチャートに初登場し、11週チャート入りして最高2位に達した。そして、アルバムの方は1967年7月8日付の全英アルバムチャートに初登場し、7週チャート入りして最高25位に達した。
音楽評論家のジョン・ブッシュはオールミュージックにおいて、オリジナルのアメリカ盤を「『サンシャイン・スーパーマン』は新しい世界と古い世界の結び付き、つまり幾らかの野心的でサイケデリックなプロダクションと多数の懐かしげなフォーク・ソングによって、サイケデリックの時代の到来を告げた」と評している。また、英レコードコレクター誌による"100 Greatest Psychedelic Records"のイギリスチャートでは、ビートルズの『リボルバー』に次いで2位の評価がなされている。

## リマスターCD
2005年にEMIからリリースされたリマスターCDは、オリジナルのアメリカ盤に準じた内容に7曲のボーナス・トラックが追加
された。それらのうち「The Land of Doesn't Have to Be」及び「Good Trip」と「House of Jansch」のデモ・ヴァージョンは未発表音源である。

## 収録曲
全曲ともドノヴァン作。
1. サンシャイン・スーパーマン - "Sunshine Superman" – 3:14
2. 少女リンダの伝説 - "Legend of a Girl Child Linda" – 6:51
3. 3羽のかわせみ - "Three King Fishers" – 3:15
4. 観覧車 - "Ferris Wheel" – 4:12
5. バートのブルース - "Bert's Blues" – 3:57
6. 魔女の季節 - "Season of the Witch" – 4:56
7. 夢の旅路 - "The Trip" – 4:34
8. 王妃グィナヴィーア - "Guinevere" – 3:39
9. 太った天使 - "The Fat Angel" – 4:10
10. シレスト - "Celeste" – 4:08

### 2005年リマスターCDボーナス・トラック
1. "Breezes of Patchulie" - 4:33
2. "Museum" {First Version} - 2:50
3. "Superlungs" {First Version} - 3:16
4. "Land of Doesn't Have to Be" – 2:40
5. "Sunshine Superman" {Stereo Version} - 4:41
6. "Good Trip" {Demo} - 1:34
7. "House of Jansch" {Demo} - 2:46

### イギリス盤LP
3. 6. 8. 9. 10.は次作『メロー・イエロー』より。
1. "Sunshine Superman"
2. "Legend of a Girl Child Linda"
3. "The Observation"
4. "Guinevere"
5. "Celeste"
6. "Writer in the Sun"
7. "Season of the Witch"
8. "Hampstead Incident"
9. "Sand and Foam"
10. "Young Girl Blues"
11. "Three Kingfishers"
12. "Bert's Blues"